# Libyens flygvapen

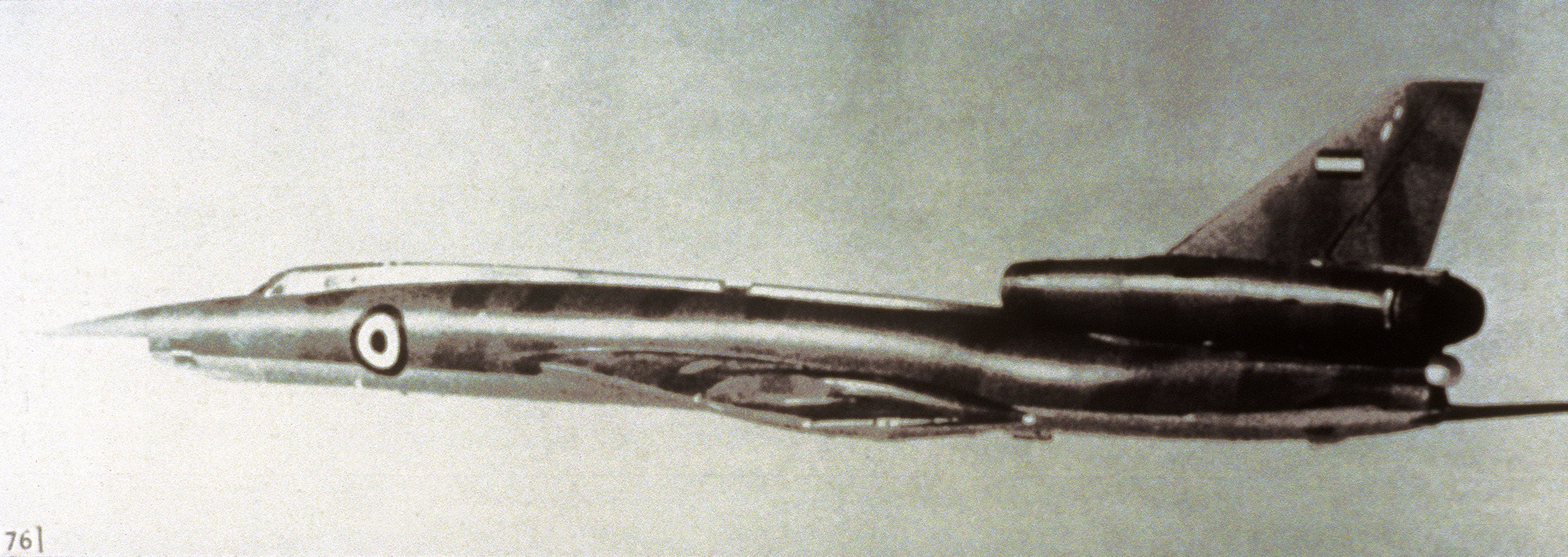
Tupolev Tu-22 bombplan

Libyens flygvapen (arabiska:القوات الجوية الليبية) är en av tre försvarsgrenar i Libyens militär. Det finns tretton flygbaser i Libyen och personalstyrkan uppskattas till 22 000 man.
För utbildningen av personal grundades 1975 en flygvapenakademi i az-Zawiyah med hjälp från Socialistiska federationen Jugoslavien.
Den 20 juni 2012 tillkännagav flygvapnets stabschef, Saqr Geroushi, planer på att återuppbygga det libyska flygvapnet och framför allt ombesörjde han  köpet av Dassault Mirage F1 från Frankrike, Eurofighter Typhoon från Storbritannien samt Lockheed C-130 Hercules och CH-47 Chinook helikoptrar från USA, men med det pågående inbördeskriget 2014 ligger detta projekt på is.

## Andra libyska inbördeskriget
Två MiG-23:or förlorades till islamisk milis i februari 2016.
Den 13 februari 2016 hade den libyska nationella armén endast 17 MiG-21 (6 MiG-21bis, 7 MiG-21MF från Egypten och 4 MiG-21UM), 1 renoverad Su-22M 3, 1 MiG-23ML under renovering, 1 Mirage F1AD (+1 troligt), 1 C-130 Hercules transportplan och 21 helikoptrar (15 ex-egyptiska Mi-8T, 1 Mi-171 och 5 Mi-35).
Den 2 juni 2016 drabbades en av de två F1ED:arna, som var i drift det datumet, av ett bränslepumpsfel och kraschade 30 km från Sirt.